# La follia del tulipano
La follia del tulipano (Le Duel à la tulipe o Folie tulipière)  è un dipinto a olio su tela del pittore francese Jean-Léon Gérôme, realizzato nel 1882. L'opera è conservata al Walters Art Museum di Baltimora.

## Storia
Per questa tela, Gérôme scelse come tema la tulipomania che colpì i Paesi Bassi e la maggior parte dell'Europa nel diciassettesimo secolo. I tulipani provenienti dalla Turchia che nel 1559 vennero importati da Conrad Gessner ad Augusta divennero un bene prezioso dei Paesi Bassi, in particolare a Haarlem, il centro industriale del paese, nel sedicesimo secolo. Nel 1636-1637, la tulipomania raggiunse il suo picco, a tal punto che in alcuni i casi il prezzo di un bulbo raggiungeva delle somme considerevoli. Il mercato crollò, portando alla prima bolla finanziaria della storia. Ciò portò a vari aneddoti storici, come il pattugliamento dei campi di tulipani da parte di gruppi di soldati in armi e il calpestio dei bulbi per regolare l'offerta e far aumentare i prezzi. Questo intrigo, secondo i critici, ha ispirato Gérôme sotto l'influenza del romanzo Il tulipano nero di Alexandre Dumas padre, pubblicato nel 1850. Non è da escludere un riferimento alla grande depressione del 1873, la prima recessione internazionale causata dal crollo di una borsa.
Per un certo tempo, la tela appartenne a Mary Jane Morgan (1830-1885), la sposa del magnate ferroviario Charles Morgan. Dopo la sua morte, nel marzo del 1886, per dieci giorni si tenne un'asta della sua collezione a Nuova York. La follia del tulipano venne venduta per 6000 dollari. Nel 1912, durante la vendita della proprietà di Hermann Schause a Nuova York, il quadro venne acquistato da Thomas Futher per 1650 dollari. Nel 1923, l'opera passò in dono dalla figlia Kefas G. Glass a Cyril W. Keane, che nel 1983 lo donò al museo baltimoriano.

## Descrizione

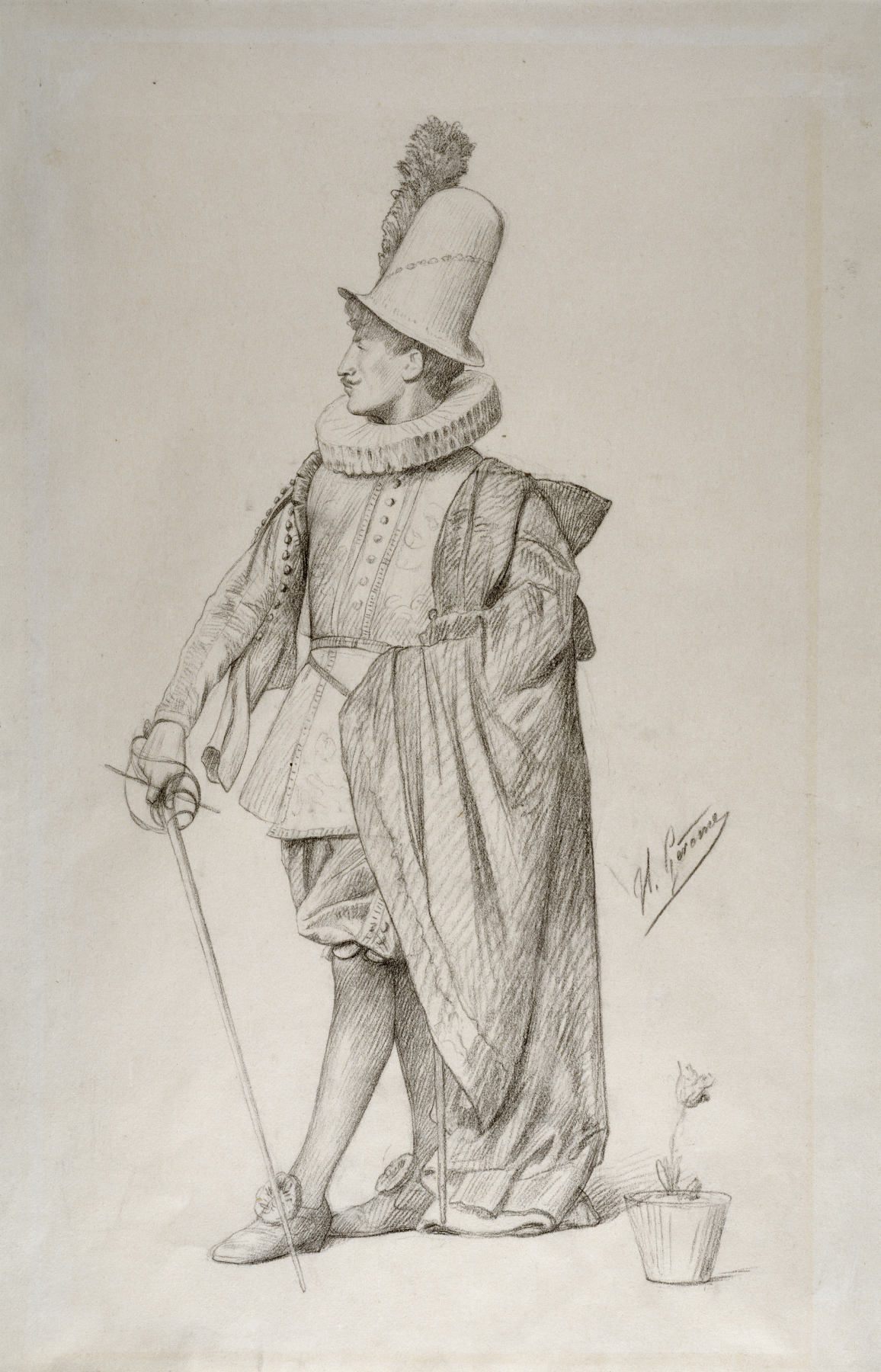
Uno schizzo per l'aristocratico.

Su un sentiero adiacente a delle file di aiuole rettangolari piene di tulipani scarlatti, rosa, viola e di altri colori, si trova un aristocratico valoroso che indossa un cappello cilindrico in feltro grigio decorato con delle piume nere (la critica lo descrisse come un dandy del diciassettesimo secolo). Egli stesso indossa un farsetto marrone con delle maniche di seta blu e una gorgiera bianca, dei pantaloni marrone chiaro e un mantello di velluto nero.
L'aristocratico protegge un vaso di tulipani in fiore, probabilmente di una varietà rara, e viene raggiunto da due soldati che si precipitano verso di lui. In secondo piano, degli altri soldati agli ordini di un ufficiale a cavallo calpestano i campi di tulipani. Sullo sfondo, varie case dai tetti rossi di Haarlem si intravedono piuttosto opacamente e sopra di queste si trova una torre alta e stretta coronata da una guglia: è il campanile della chiesa di San Bavone.